# Dunkelsteinerwald
Dunkelsteinerwald är en kommun  i Österrike. Den ligger i distriktet Melk i förbundslandet Niederösterreich. Kommunens förvaltning finns i Gerolding, 70 km väster om huvudstaden Wien. 
Kommunen består av 33 orter (Ortschaften) (inom parentes invånarantal 1 januari 2024):

- Aichberg (24)
- Besenbuch (60)
- Bichl (3)
- Bittersbach (4)
- Dürnbach (6)
- Eckartsberg (13)
- Gansbach (543)
- Gerolding (262)
- Heitzing (17)
- Hessendorf (38)
- Himberg (93)
- Hohenwarth (21)
- Häusling (86)
- Kicking (53)
- Kochholz (90)
- Krapfenberg (14)
- Lanzing (10)
- Lerchfeld (21)
- Lottersberg (34)
- Maierhöfen (17)
- Mauer bei Melk (556)
- Neu-Gerolding (47)
- Neuhofen (98)
- Nonnenhöfen (6)
- Nölling (41)
- Oed (38)
- Ohnreith (3)
- Pfaffing bei Mauer (23)
- Pinnenhöfen (25)
- Schwaigbichl (4)
- Thal (61)
- Umbach (31)
- Ursprung (80)